# تحصیل پندی بهتیان
تحصیل پندی بهتیان (به انگلیسی: Pindi Bhattian Tehsil) یک منطقهٔ مسکونی در پاکستان است که در ناحیه حافظ‌آباد واقع شده‌است.